# 一字千金 (電視節目)
《一字千金》是臺灣公共電視文化事業基金會（公視）監製。公視於節目首季分為成人賽和校園賽，2014年12月27日起周六、日下午5時30分，2015年2月5日起每周四21:00播出成人賽，每周日17:30播出校園賽。節目從第二季起，改成每週四21:00播出，一字千金鬥字風雲榜2018年5月3日起周三、四 21:00播出，一字千金鬥字英雄會第十季2020年3月1日起每週日晚間20:00播出。一字千金筆武大會2023，公視主頻3月1日起每週日晚間20:00播出。

## 節目內容
益智競賽節目，號稱「電視史上結合App、緊張、刺激的文字書寫比賽」
節目中所有書寫字體均以正體字為依據，其標準為中華民國教育部所頒布的標準楷書，並以常用國字標準字體表、次常用國字標準字體表收錄的常用漢字為範疇。至於答案的認定，則以教育部重編國語辭典修訂本和各位教授之定奪為最終依據。
該節目與中華網龍合作推出《一字千金》APP，以宇宙探索為主題的中文益智免費手遊，收錄電視節目人氣單元「將錯糾錯」、「字字珠璣」、「四說新語」、「去無成字」與「團結一詞」遊戲玩法。

### 筆武大匯
主持人曾國城原本想用兩集預算找炎亞綸參與2024年過年特別節目《一字千金 筆武大匯》，為此還特地量身訂做內容，但因拍攝未成年人性影像案尚未出來不方便邀約，只能換成藝人唐從聖拍攝節目。最終，製作單位邀請的參賽陣容，女生組有鍾欣凌、巴鈺、Albee、徐凱希，男生組有屈中恆、唐從聖、陳大天。共同參與「同中求異」、「畫中有話3.0」及「字作字受」三關，考驗兩組的中文書寫及成語、詞語、聯想力。

### 登場四句聯
初期「淘五千年中華文化，考現代人一字千金」、「妙論古人一字千金，笑看今朝鬥字風雲」，2020年鬥字英雄會「一字千金、風雲再起、群雄鬥字、誰與爭鋒」、2021年妙筆生花風雲榜「一字千金、風起雲湧、妙筆生花、誰與爭鋒」、2022年筆武大匯「一字千金、高手匯聚、筆武擂台、風雲再起」、2024年筆武英雄會「一字千金、以文會友、筆武過招、誰是英雄」。

## 爭議事件

### 曾國城涉身體羞辱
2024年12月，一名就讀於國立臺灣大學外文系、曾畢業於北一女中的學生駱俠安，於社群媒體發文揭露其參與《一字千金》錄製期間因外貌遭到主持人曾國城的玩笑評論而感到羞辱。該事件發生於2024年7月，錄影主題聚焦於高中樂儀旗隊。駱俠安表示，錄製過程中，曾國城在介紹她時，形容她「像柔道選手」或「看起來像教練」，並在得知她負責打擊樂器時補充道：「難怪，只有你這種身材才撐得起來。」
駱俠安指出，雖然現場的罐頭笑聲讓她感到不適，但為避免影響錄製進度，她選擇忍耐並完成錄影。然而，事件對她的心理造成影響，促使她在事隔五個月後於社群平台分享自身經歷，希望喚起外界對身體羞辱問題的重視。她提到，自己在樂儀隊的表演經歷包括負責14公斤重的五音鼓，並完成過美國加州玫瑰花車大遊行等高強度活動，這些成就源於日復一日的訓練與堅持，而非單純與身材條件有關。駱俠安希望透過此次發聲，讓更多人意識到言語傷害的影響，也期盼未來能減少此類情況的發生。
事件曝光後，節目製作單位與主持人曾國城表示，曾在錄影結束後向駱俠安致歉，並承諾在後製剪輯時刪除相關片段，以免播出。此外，公共電視台也於12月25日晚間發表聲明，對此事再次表達歉意，並強調任何涉及外貌或身材的玩笑違反其製播準則，未來將對節目內容進行更嚴格的審查，以避免類似情況再次發生。

### 曾國城支持黃子佼
2025年3月11日，節目主持人曾國城因在受訪時表示「期待黃子佼復出，人總是要給別人留一口飯吃」，引發社會輿論爭議。對此，公視發表聲明，強調堅持節目價值與社會責任，並表示反對任何涉及性犯罪的言論與行為，決定更換主持陣容，曾國城則配合請辭。
3月26日，曾國城透過經紀人發聲明澄清，表示「人總是要給別人留一口飯吃」的言論是針對藝人小優，並非黃子佼，強調其立場一貫支持兒少保護，並對外界誤解表達遺憾。同時，他指出自身談話內容遭媒體斷章取義，甚至惡意剪輯。
3月27日，《ETtoday新聞雲》釋出當天徐乃麟和曾國城受訪的完整影片，還原訪談內容，話題一開始為小優犯錯受教訓，而後來記者詢問二人是否認同黃子佼可以復出，徐說了「給人留一口飯吃」、「給人家一條路」，曾說「可以重新來過」、期待回歸、「事情過去就好」等話。

## 節目成員
字庫專家
| 姓名   | 經歷                       | 備註           |
| 季旭昇 | 文化大學中國語文學系       | 教授           |
| 許學仁 | 東華大學中國語文學系       | 教授           |
| 蘇建州 | 彰化師範大學國文學系       | 教授           |
| 李添富 | 輔仁大學中國文學系         | 副教授         |
| 鄭憲仁 | 國立台南大學國語文學系     | 副教授         |
| 陳嘉凌 | 台灣師範大學華語文教學系   | 副教授         |
| 許文獻 | 台北教育大學語言與創作學系 | 助理教授       |
| 李鵑娟 | 輔仁大學中國文學系         | 助理教授       |
| 邱京   | 研究生兼社會職業人士       | 該節目字庫同學 |
| 杜雅婷 | 研究生兼社會職業人士       | 該節目字庫同學 |
| 林志暉 | 研究生兼社會職業人士       | 該節目字庫同學 |
| 林郁芳 | 研究生兼社會職業人士       | 該節目字庫同學 |
| 梁迦惠 | 研究生兼社會職業人士       | 該節目字庫同學 |
| 施喬馨 | 研究生兼社會職業人士       | 該節目字庫同學 |

歷年來誕生季冠軍
| 日期           | 參賽者          | 備註                                                                     |
| -------------- | --------------- | ------------------------------------------------------------------------ |
| 2015年3月19日  | 王良輔          | （第一季成人組）                                                         |
| 2015年3月22日  | 潘維安          | （第一季校園組）                                                         |
| 2015年6月18日  | 劉敏敏          | （第二季）                                                               |
| 2015年9月17日  | 陳禹君          | （第三季）                                                               |
| 2015年12月24日 | 陳塘潤          | （第四季）                                                               |
| 2016年5月12日  | 甘昕碩          | 榜中榜第一季                                                             |
| 2016年6月30日  | 黃智穎          | 榜中榜第二季                                                             |
| 2016年10月6日  | 施馥宜          | （第五季）                                                               |
| 2017年7月27日  | 陳仁彰 & 陳妤安 | （第六季）                                                               |
| 2017年10月26日 | 莊立丞          | （第七季）                                                               |
| 2018年1月25日  | 開水小姐        | （第八季）                                                               |
| 2018年7月4日   | 蔡秉軒          | 鬥字風雲榜—全民中文教育總體檢                                            |
| 2018年8月16日  | 楊晉瑜          | 鬥字風雲榜—國際賽                                                        |
| 2020年5月10日  | 王妙華          | 鬥字英雄會S1（第九季）                                                   |
| 2020年8月9日   | 黃政瑋＆陳柏諺  | 鬥字英雄會S2（第十季）                                                   |
| 2021年9月26日  | 賴品妤          | 妙筆生花風雲榜S1（第十一季）                                             |
| 2021年12月26日 | 李薇薇          | 妙筆生花風雲榜S2（第十二季）                                             |
| 2022年5月1日   | 吳薇儀          | 妙筆生花風雲榜S3（第十三季）                                             |
| 2022年12月4日  | 陳怡雯&武璁     | 一字千金－筆武大匯S1（第十四季第1集～第十四季第13集）                    |
| 2023年9月24日  | 劉子維          | 一字千金－筆武大匯S2（第十四季第14集～第十四季第26集）                   |
| 2023年12月24日 | 黃庭鈺          | 一字千金－筆武大匯S3（第十四季第27集～第十四季第39集）                   |
| 2024年11月17日 | 謝秉儒（東納）  | 一字千金－筆武英雄會S1（第十七季第1集～第十七季第13集） 一字雲宇宙總榜首 |
| 2025年2月16日  | 高齊悠          | 一字千金－筆武英雄會S2（第十八季第1集～第十八季第13集）                  |

## 播出時間

### 首播
| 頻道     | 所在地 | 播映日期 | 播出時間                 | 賽別                                                                              |
| -------- | ------ | --- | ------------------------ | --------------------------------------------------------------------------------- |
| 公視主頻 | 臺灣   | 2014年12月27日－2015年2月1日 | 每週六、日 17:30 - 18:30 |                                                                                   |
| 公視主頻 | 臺灣   | 2015年2月5日－2015年3月19日 2015年3月26日－2018年2月15日                                                                                  | 每週四 21:00 - 22:00     | 一字千金成人賽                                                                    |
| 公視主頻 | 臺灣   | 2015年2月8日－2015年3月22日 | 每週日 17:30 - 18:30     | 一字千金校園賽                                                                    |
| 公視主頻 | 臺灣   | 2018年5月23日－2018年7月4日2018年7月5日－2018年8月16日                                                                                    | 每周三、四 21:00 - 22:00 | 《一字千金鬥字風雲榜》—全民中文教育總體檢《一字千金鬥字風雲榜》—國際賽            |
| 公視主頻 | 臺灣   | 2020年3月1日－2020年8月9日2021年6月20日－2022年5月1日2022年9月11日－2022年12月4日2023年7月2日－2023年12月24日2024年8月25日－2025年2月16日 | 每週日 20:00 - 21:00     | 一字千金-鬥字英雄會一字千金－妙筆生花風雲榜一字千金－筆武大匯一字千金－筆武英雄會 |

## 節目冠名
| 頻道       | 節目名稱                | 冠名贊助廠商 | 開始日期      | 結束日期      | 備註     |
| ---------- | ----------------------- | ------------ | ------------- | ------------- | -------- |
| 公視主頻   | 一字千金-妙筆生花風雲榜 | FORA福爾威創 | 2022年2月6日  | 2022年5月1日  |          |
| 緯來綜合台 | 一字千金-妙筆生花風雲榜 | 中信房屋     | 2022年10月9日 | 2022年11月6日 | Facebook |

## 獎項
| 年份   | 獲提名             | 獎項                               | 結果 |
| ------ | ------------------ | ---------------------------------- | ---- |
| 2015年 | 一字千金           | 第50屆金鐘獎綜合節目獎             | 獲獎 |
| 2015年 | 曾國城             | 第50屆金鐘獎綜合節目主持人獎       | 提名 |
| 2016年 | 一字千金           | 第51屆金鐘獎綜合節目獎             | 提名 |
| 2016年 | 曾國城             | 第51屆金鐘獎綜合節目主持人獎       | 提名 |
| 2016年 | 一字千金           | 第51屆金鐘獎節目創新獎             | 提名 |
| 2017年 | 一字千金           | 第52屆金鐘獎節目創新獎             | 提名 |
| 2017年 | 曾國城             | 第52屆金鐘獎益智及實境節目主持人獎 | 提名 |
| 2018年 | 一字千金           | 第53屆金鐘獎益智及實境節目獎       | 提名 |
| 2019年 | 一字千金鬥字風雲榜 | 第54屆金鐘獎益智及實境節目獎       | 提名 |
| 2020年 | 一字千金鬥字英雄會 | 第55屆金鐘獎益智及實境節目獎       | 提名 |
| 2021年 | 曾國城             | 第56屆金鐘獎益智及實境節目主持人獎 | 獲獎 |
| 2023年 | 一字千金筆武大匯   | 第58屆金鐘獎益智及實境節目獎       | 提名 |
| 2023年 | 曾國城             | 第58屆金鐘獎益智及實境節目主持人獎 | 獲獎 |
| 2024年 | 一字千金筆武大匯   | 第59屆金鐘獎益智及實境節目獎       | 提名 |
| 2024年 | 一字千金筆武大匯   | 第59屆金鐘獎節目類美術設計獎       | 提名 |

## 外部連結
- 台娛百科上的相关条目：一字千金
- 一字千金 （页面存档备份，存于）－公視PTS